# ديف ريد
ديف ريد هو لاعب هوكي الجليد كندي، ولد في 11 يناير 1934 في تورونتو في كندا.

## وصلات خارجية
- ديف ريد على موقع دوري الهوكي الوطني (الإنجليزية)
- ديف ريد على موقع EliteProspects.com (الإنجليزية)
- ديف ريد على موقع HockeyDB.com (الإنجليزية)
- ديف ريد على موقع Hockey-Reference.com (الإنجليزية)